# Пидерит, Теодор
Теодор Пидерит — (нем. Theodor Piderit) (15 сентября 1826, Детмольд — 24 января 1912, Детмольд) — писатель, по профессии врач.
С 1850 по 1864 год, как политический эмигрант, жил в Вальпараисо, Чили.

## Труды
В области мимики и физиономики основные его труды:
- «Grunds ätze der Mimik u. Physio gnomik» (Брауншв., 1858; 2-е изд.);
- «Mimik und Physiognomik», Детмольд, 1886; перевод в «Артисте», 1891, февраль; 1892, март; 1893, декабрь).

Другие работы:
- «Gehirn und Geist» (Лпц., 1863; русский перевод «Мозг и его деятельность», СПб., 1866);
- «Theor ie das Glü cks» (Лпц., 1867; русс. перевод П. Вейнберга, СПб., 1868);
- «Kuriose Geschichten» (Б., 1872),
- драмы «Sch ö n Rotraut» (1874) и «Charlotte von Wolfenb ü ttel» (1876);
- трагедия «Die St ä dingen»;
- Театр. пьесы П. собраны под заглавием: «Bühnendichtungen» (Норден, 2-е изд., 1882).